# Fernandocrambus
Fernandocrambus är ett släkte av fjärilar. Fernandocrambus ingår i familjen Crambidae.

## Dottertaxa tillFernandocrambus, i alfabetisk ordning[1]
- Fernandocrambus abbreviata
- Fernandocrambus annulata
- Fernandocrambus apocalipsus
- Fernandocrambus arcus
- Fernandocrambus augur
- Fernandocrambus backstromi
- Fernandocrambus brunneus
- Fernandocrambus byssifera
- Fernandocrambus chilianellus
- Fernandocrambus chillanicus
- Fernandocrambus chiloma
- Fernandocrambus chopinellus
- Fernandocrambus corvus
- Fernandocrambus cuprescens
- Fernandocrambus derelicta
- Fernandocrambus diabolicus
- Fernandocrambus divus
- Fernandocrambus dolicaon
- Fernandocrambus espeletiae
- Fernandocrambus euryptellus
- Fernandocrambus falklandicellus
- Fernandocrambus fernandesellus
- Fernandocrambus fundus
- Fernandocrambus fuscus
- Fernandocrambus glareola
- Fernandocrambus grisea
- Fernandocrambus harpipterus
- Fernandocrambus horoscopus
- Fernandocrambus imitator
- Fernandocrambus imperfecta
- Fernandocrambus kuscheli
- Fernandocrambus loxia
- Fernandocrambus magnifica
- Fernandocrambus minima
- Fernandocrambus nergaellus
- Fernandocrambus nitidissima
- Fernandocrambus noskiewiczi
- Fernandocrambus oxyechus
- Fernandocrambus paraloxia
- Fernandocrambus parva
- Fernandocrambus pepita
- Fernandocrambus radicellus
- Fernandocrambus ruptifascia
- Fernandocrambus spiculellus
- Fernandocrambus stilatus
- Fernandocrambus straminellus
- Fernandocrambus subaequalis
- Fernandocrambus truncus
- Fernandocrambus variatellus
- Fernandocrambus xerophylla
- Fernandocrambus xiphiellus